# Museo Nacional de la Máscara
El Museo Nacional de la Máscara es un museo ubicado en la ciudad de San Luis Potosí, San Luis Potosí, México. Inaugurado el 10 de marzo de 1982, está dedicado a proteger y promover el patrimonio ritual de la danza con máscaras de México desde el periodo prehispánico hasta el presente. Se encuentra en una antigua mansión en la Plaza del Carmen, que se convirtió en propiedad federal en 1907 y aloja al museo desde 1982. La colección permanente contiene aproximadamente 1300 piezas, la más grande de México, y está compuesta casi en su totalidad máscaras y trajes de danza mexicanos. 

## El edificio
El edificio es una antigua mansión situada junto a la Plaza del Carmen en el centro histórico. Ramón Martí compró cinco casas colindantes en la década de 1890 y las demolió para construir su residencia de estilo neoclásico, diseñada por el ingeniero Enrique Campos. Martí murió en 1898 y sus descendientes vendieron la estructura en 1903 al General Bernardo Reyes, un militar allegado a Porfirio Díaz. Se convirtió en propiedad federal en 1907 y adquirió el nombre de «Palacio Federal». Desde entonces y hasta la década de 1980 albergó al Ministerio Público Federal, la Liga de Comunidades Agrarias, el Consejo de Minería y a Telégrafos Nacionales de México.
La estructura fue remodelada por el arquitecto Fernando Valdez Lozano en 1982, con el objetivo de alojar al museo. La fachada norte se agregó ese mismo año, gracias a la amplificación de la Plaza del Carmen. Posteriormente se rehabilitó nuevamente cuando un estudio de 1998 reveló grietas y hundimiento de la estructura. Este trabajo se llevó a cabo en 2008. En el mismo año, se añadió la iluminación de las paredes externas del edificio como parte de un esfuerzo por mejorar el centro histórico. El edificio es catalogado como monumento histórico por el Instituto Nacional de Antropología e Historia (INAH) para su preservación.

## El museo
El actual museo fue inaugurado en 1982. Alberga la colección de máscaras más grande de México, con alrededor de 1300 piezas, que incluyen 25 trajes completos de danza de diferentes partes del país. La revista México Desconocido afirma que se trata de uno de los mejores museos del país para lo inusual de su colección.
La colección inicial fue donada por el antropólogo e investigador Víctor José Moya Rubio y su esposa Mildred Dingleberry Himm. Las máscaras mexicanas no son solo una artesanía, tienen también un valor simbólico y cultural porque su uso está íntimamente ligado a ciertas danzas y festividades. Cada ejemplar proviene de diferentes tradiciones étnicas de México y en su mayoría representan animales, demonios, santos, conquistadores, ángeles y algunas criaturas fantásticas. El museo también tiene una pequeña colección de máscaras procedentes de otras partes del mundo, principalmente de la India.
El espacio cuenta con seis salas de exposición principales, las dos más grandes están dedicados a las máscaras prehispánicas y algunas de la época colonial. Los otros ambientes incluyen la Sala Internacional para las máscaras extranjeras y la Sala Centenario dedicada a la elaboración de máscaras de diferentes materiales. Otra está dedicada a exposiciones temporales. También hay un sótano utilizado como almacén y la azotea tiene una terraza con vistas a la Plaza del Carmen.
El museo fue reinaugurado en 2008 después de la remodelación y la actualización de su colección y organización. La institución además aloja exposiciones temporales, como una dedicada a las máscaras del Carnaval de Venecia en 2013; presentaciones; conciertos; conferencias; clases; películas y talleres.

## Galería

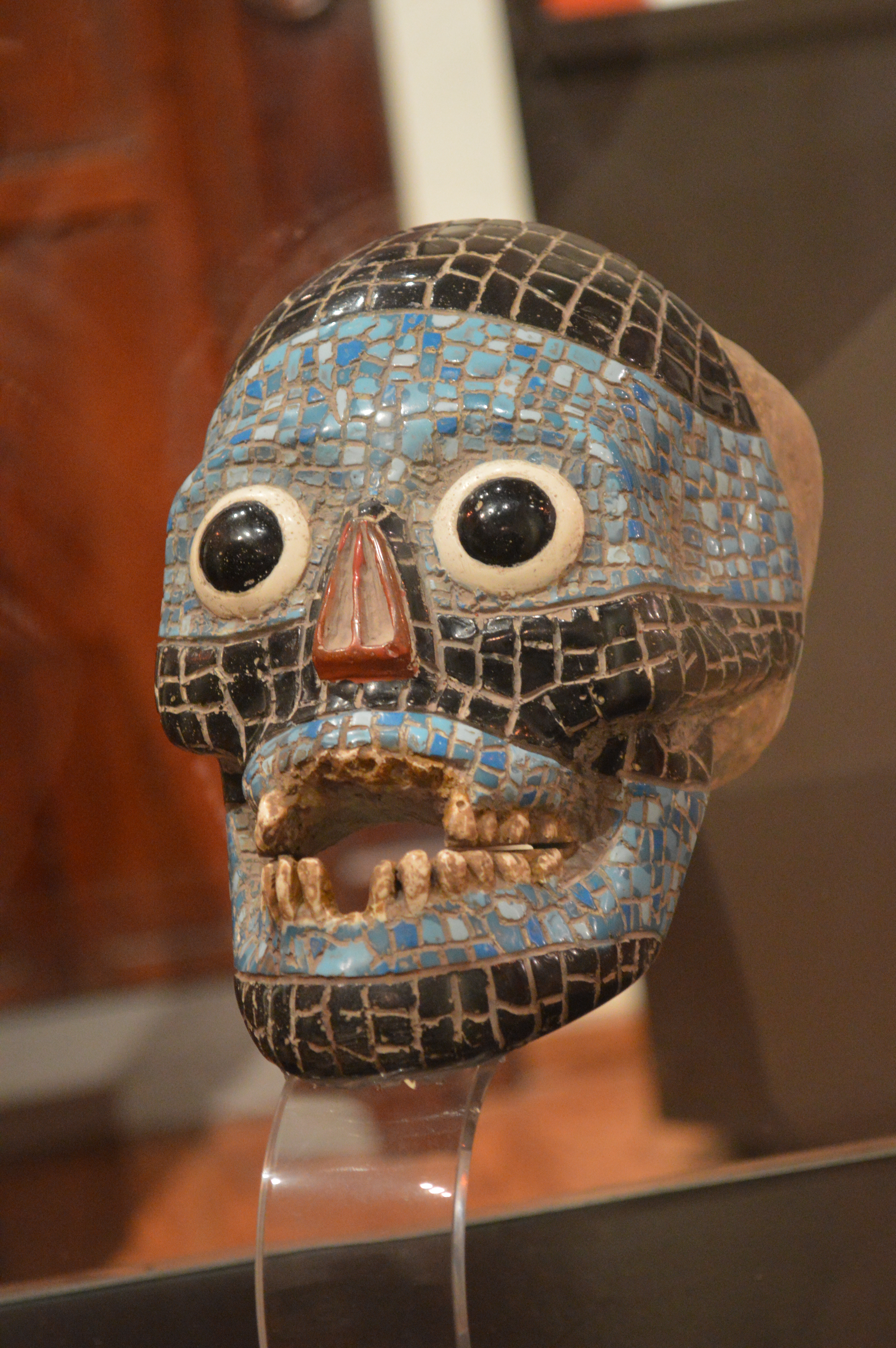
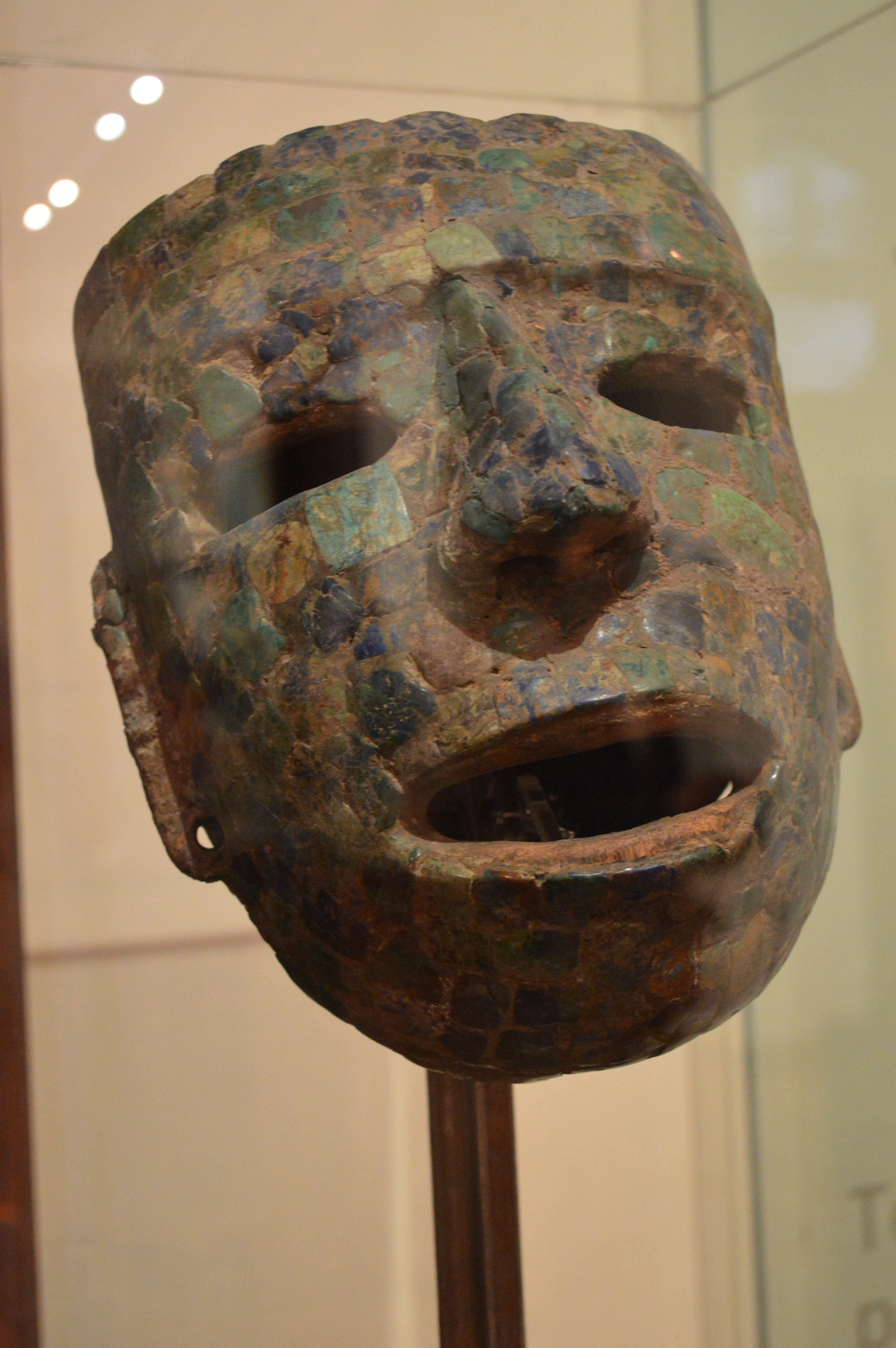
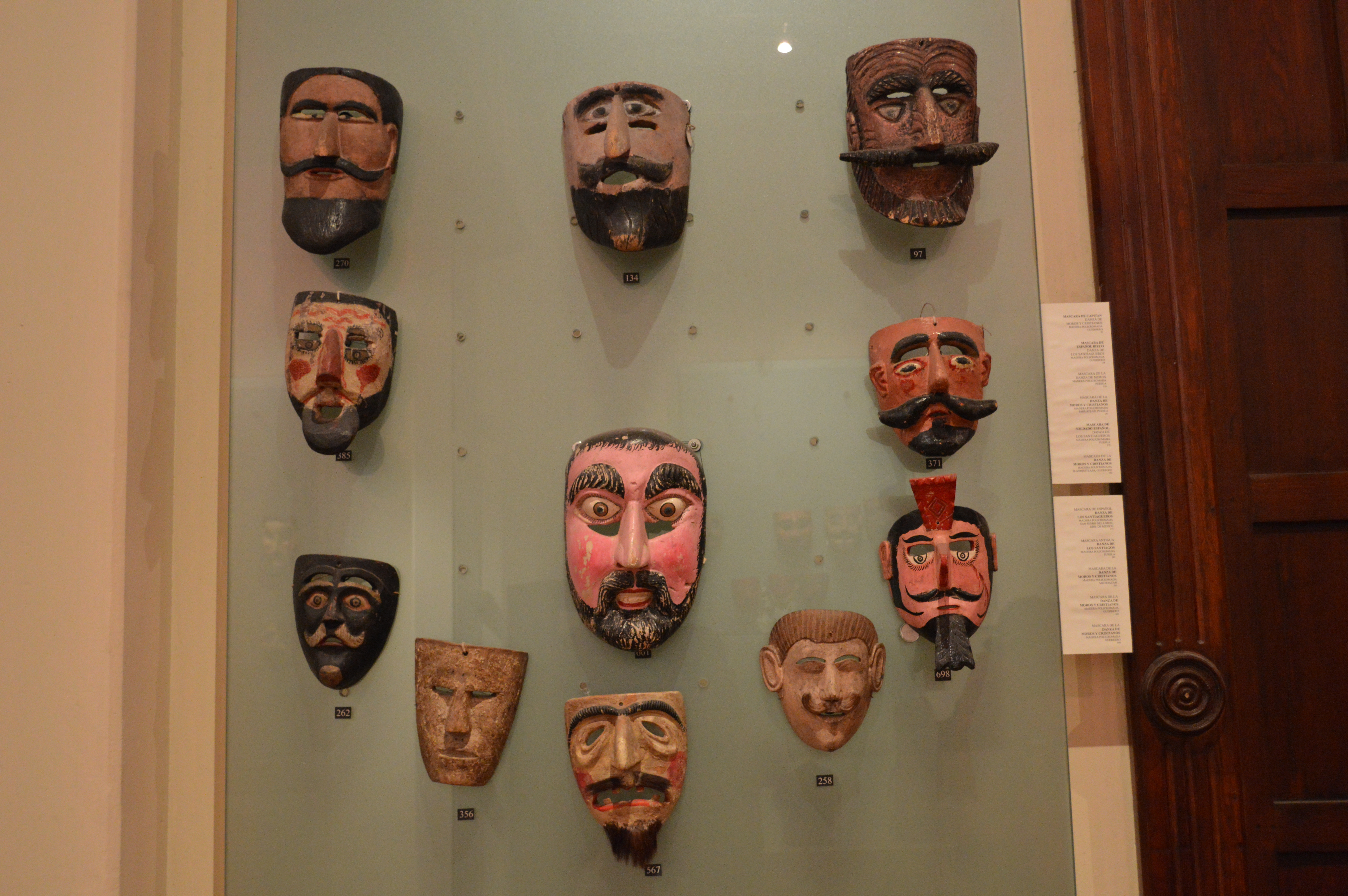
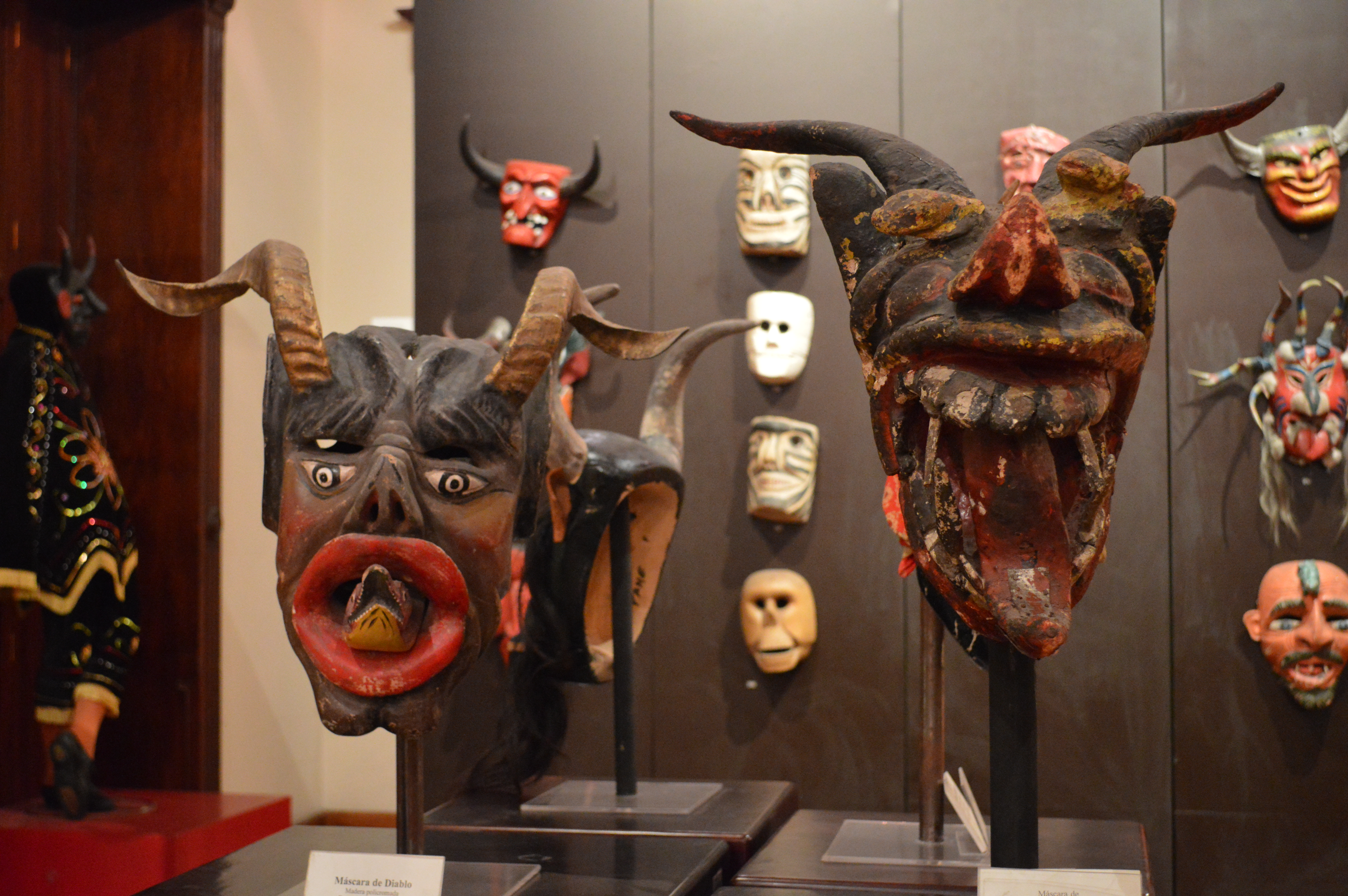
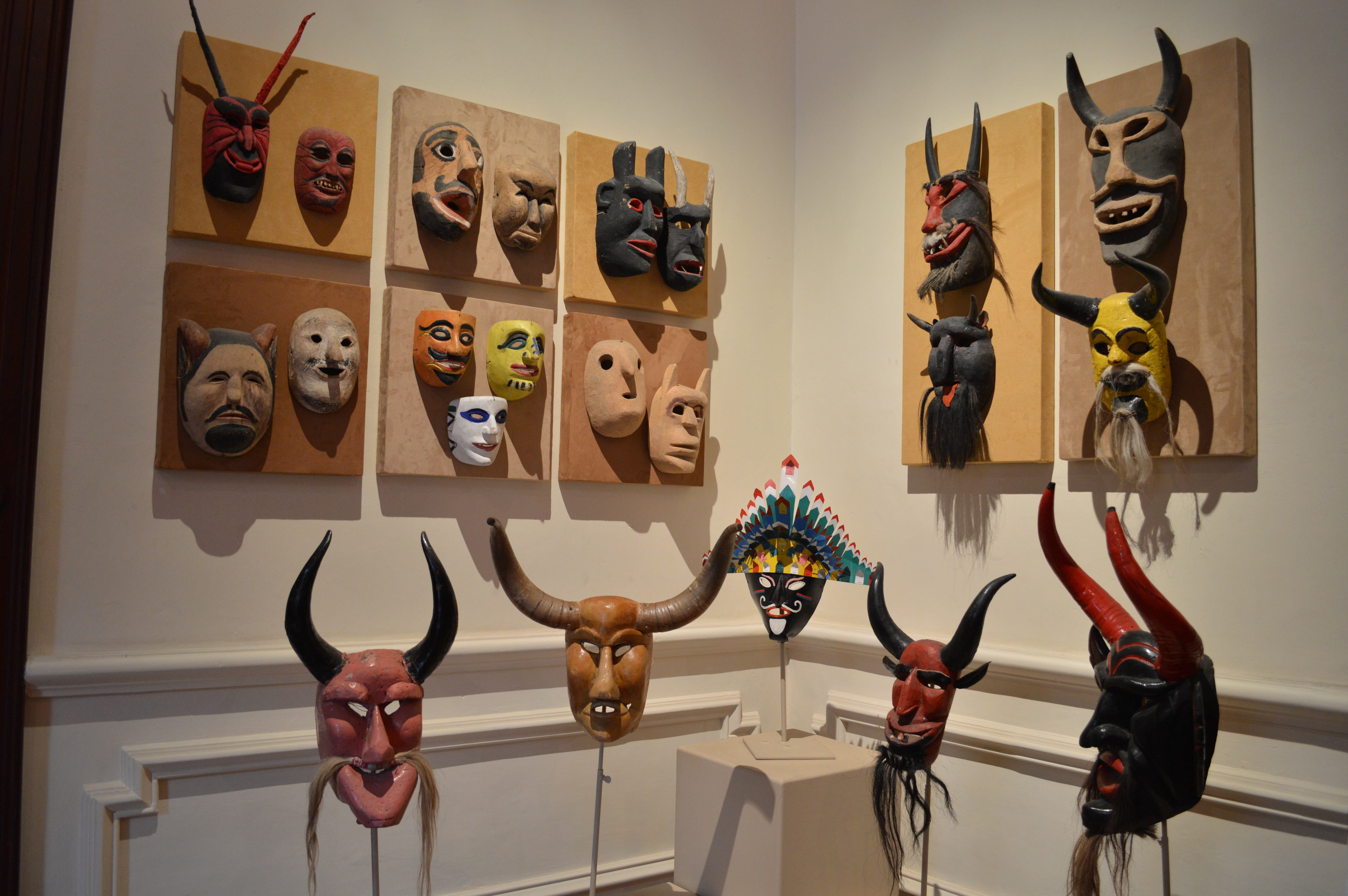